# 仙井古岩
仙井古岩，位于中国广东省揭阳市惠来县东陇镇，为惠来县的一个县级文物保护单位，类型为古建筑，公布时间为1983年。
仙井古岩的历史年代为明代。